# 피파 스콧

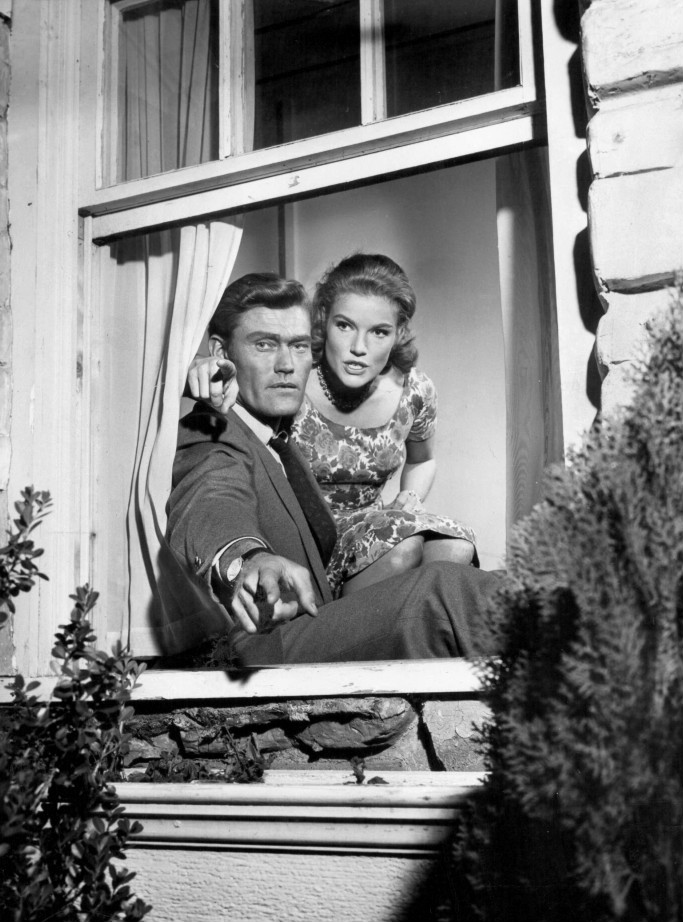

피파 스콧(Pippa Scott, 1935년 11월 10일 ~ )은 미국의 배우이다.
뉴욕에서 태어났다.

## 출연 작품
- 마이 식스 러브스 (1963년)
- 벤 케이시 (1961년)
- 앤티 맘 (1958년)
- 수색자 (1956년)

### 텔레비전
- 딜론 보안관 (1961)
- 페리 메이슨 (1963-66)
- 아이언사이드 (1974)